# Высокуша (Демянский район)
Высокуша — деревня в Демянском муниципальном районе Новгородской области, входит в состав Жирковского сельского поселения.

## География
Деревня расположена на правобережье реки Костыговка на Валдайской возвышенности, к югу от административного центра сельского поселения — деревни Жирково.

## История
К 1990-м гг. Высокуша в составе Тарасовского сельсовета. После прекращения деятельности Тарасовского сельского Совета в начале 1990-х стала действовать Администрация Тарасовского сельсовета, которая была упразднена в начале 2006 года и деревня Высокуша, по результатам муниципальной реформы вошла в состав муниципального образования — Тарасовское сельское поселение Демянского муниципального района (местное самоуправление), по административно-территориальному устройству была подчинена администрации Тарасовского сельского поселения Демянского района. С 12 апреля 2010 года, после упразднения Тарасовского сельского поселения, деревня вошла в состав Жирковского сельского поселения.

## Население
| 2002 | 2010 |
| ---- | ---- |
| 4    | ↘3   |

### Национальный состав
По переписи населения 2002 года, в деревне Высокуша проживали 4 человека (все русские)